# (73511) Lovas
(73511) Lovas est un astéroïde de la ceinture principale.

## Description
(73511) Lovas est un astéroïde de la ceinture principale. Il fut découvert le 25 décembre 2002 à Piszkesteto par Krisztián Sárneczky. Il présente une orbite caractérisée par un demi-grand axe de 3,14 UA, une excentricité de 0,09 et une inclinaison de 15,9° par rapport à l'écliptique.

## Compléments